# Brachyurophis
Brachyurophis är ett släkte av ormar i familjen giftsnokar med åtta arter som förekommer i Australien.
Arterna är med en längd mindre än 75 cm små ormar. De lever i torra områden i Australien och gräver sig ofta ner i sanden. Släktets medlemmar jagar mindre ödlor eller de äter ödlornas ägg. Det giftiga bettet anses inte vara farligt för människor. Honor lägger ägg.
The Reptile Database listar 8 arter i släktet.
- Brachyurophis approximans
- Brachyurophis australis
- Brachyurophis campbelli
- Brachyurophis fasciolatus
- Brachyurophis incinctus
- Brachyurophis morrisi
- Brachyurophis roperi
- Brachyurophis semifasciatus